# Ctenotus vertebralis
Ctenotus vertebralis este o specie de șopârle din genul Ctenotus, familia Scincidae, descrisă de Rosa Rankin și Gillam 1979. Conform Catalogue of Life specia Ctenotus vertebralis nu are subspecii cunoscute.